# هارو ساتو (روائي)
هارو ساتو (باليابانية: 佐藤春夫) (9 أبريل 1892، شينغو في اليابان - 6 مايو 1964، طوكيو في اليابان)؛ كاتب، شاعر وروائي ياباني. درس في جامعة كيئو.

## الجوائز
- وسام الثقافة

## روابط خارجية
- هارو ساتو على موقع IMDb (الإنجليزية)
- هارو ساتو على موقع الموسوعة البريطانية (الإنجليزية)
- هارو ساتو على موقع ميوزك برينز (الإنجليزية)
- هارو ساتو على موقع قاعدة بيانات الفيلم (الإنجليزية)